# Goesnes
Goesnes [goːn] (en wallon Gône) est une section de la commune belge d'Ohey située en Région wallonne dans la province de Namur.
C'était une commune à part entière avant la fusion des communes de 1977.

## Situation

### Hydrographie
Ce village du Condroz est arrosé par le Triffoy appelé localement ruisseau de Goesnes (ou le Flème).

## Démographie
- Sources:INS, Rem:1831 jusqu'en 1970=recensements, 1976= nombre d'habitants au 31 décembre

## Histoire
La seigneurie de Goesnes était à l'origine de la « Guerre de la Vache » qui de 1275-1278 causa la mort de plus de 15 000 personnes et la destruction de maints villages condrusiens.

## Patrimoine et culture

### Patrimoine architectural
Goesnes présente beaucoup de maisons en pierres taillées bleues ou en grès. 
Sa chapelle Saint Pierre du XIIe (avec des fonts baptismaux exceptionnels) est classée comme la ferme du Perron datant de 1687, voisine. 
On peut y découvrir également un pont Napoléon, une vanne sur le ru Flème, un pilori, un mur en pierres sèches récemment restauré ainsi que les Musées "Héritage - Histoire de la Terre et de l'Homme" et "Héritage 14-18 - Histoire de la Grande Guerre". 
Dans les environs de Goesnes, se trouvent le château d'Hodoumont, les châteaux-fermes de Tahier et de Baya, ainsi que les tours médiévales de Filée et de Libois.